# Damernas sprint i bancykling vid olympiska sommarspelen 2012
Damernas sprint i bancykling vid olympiska sommarspelen 2012 avgjordes 5 augusti–7 augusti 2012 i London, Storbritannien. Anna Meares från Australien vann över brittiskan Victoria Pendleton i finalen. 

## Medaljörer
| Event           | Guld                   | Silver                            | Brons           |
| Damernas sprint | Anna Meares Australien | Victoria Pendleton Storbritannien | Guo Shuang Kina |

## Resultat

### Kval
| Placering | Rider                    | Tid         | Genomsnitts- hastighet (km/h) |
| --------- | ------------------------ | ----------- | ----------------------------- |
| 1         | Victoria Pendleton (GBR) | 10.724 (OR) | 67.139                        |
| 2         | Anna Meares (AUS)        | 10.805      | 66.635                        |
| 3         | Guo Shuang (CHN)         | 11.020      | 65.335                        |
| 4         | Kristina Vogel (GER)     | 11.027      | 65.294                        |
| 5         | Olga Panarina (BLR)      | 11.080      | 64.981                        |
| 6         | Lisandra Guerra (CUB)    | 11.109      | 64.812                        |
| 7         | Lee Wai Sze (HKG)        | 11.203      | 64.268                        |
| 8         | Simona Krupeckaitė (LTU) | 11.234      | 64.091                        |
| 9         | Natasha Hansen (NZL)     | 11.241      | 64.051                        |
| 10        | Ljubov Sjulika (UKR)     | 11.319      | 63.609                        |
| 11        | Willy Kanis (NED)        | 11.322      | 63.593                        |
| 12        | Monique Sullivan (CAN)   | 11.347      | 63.593                        |
| 13        | Juliana Gaviria (COL)    | 11.376      | 63.291                        |
| 14        | Lee Hye-Jin (KOR)        | 11.405      | 63.130                        |
| 15        | Virginie Cueff (FRA)     | 11.439      | 62.942                        |
| 16        | Daniela Larreal (VEN)    | 11.569      | 62.235                        |
| 17        | Kayono Maeda (JPN)       | 11.600      | 62.068                        |
| 18        | Ekaterina Gnidenko (RUS) | 11.649      | 61.807                        |

### Första omgången
| Namn                     | Tid    | Genomsnitts- hastighet (km/h) |
| ------------------------ | ------ | ----------------------------- |
| Victoria Pendleton (GBR) | 11.775 | 61.146                        |
| Ekaterina Gnidenko (RUS) |        |                               |

| Namn                  | Tid    | Genomsnitts- hastighet (km/h) |
| --------------------- | ------ | ----------------------------- |
| Guo Shuang (CHN)      | 11.371 | 63.318                        |
| Daniela Larreal (VEN) |        |                               |

| Namn                | Tid    | Genomsnitts- hastighet (km/h) |
| ------------------- | ------ | ----------------------------- |
| Olga Panarina (BLR) | 11.608 | 62.026                        |
| Lee Hye-Jin (KOR)   |        |                               |

| Namn                   | Tid    | Genomsnitts- hastighet (km/h) |
| ---------------------- | ------ | ----------------------------- |
| Lee Wai Sze (HKG)      | 11.300 | 63.716                        |
| Monique Sullivan (CAN) |        |                               |

| Namn                 | Tid    | Genomsnitts- hastighet (km/h) |
| -------------------- | ------ | ----------------------------- |
| Natasha Hansen (NZL) |        |                               |
| Ljubov Sjulika (UKR) | 11.808 | 60.975                        |

| Namn               | Tid    | Genomsnitts- hastighet (km/h) |
| ------------------ | ------ | ----------------------------- |
| Anna Meares (AUS)  | 11.800 | 61.016                        |
| Kayono Maeda (JPN) |        |                               |

| Namn                 | Tid    | Genomsnitts- hastighet (km/h) |
| -------------------- | ------ | ----------------------------- |
| Kristina Vogel (GER) | 11.605 | 62.042                        |
| Virginie Cueff (FRA) |        |                               |

| Namn                  | Tid    | Genomsnitts- hastighet (km/h) |
| --------------------- | ------ | ----------------------------- |
| Lisandra Guerra (CUB) | 11.390 | 63.213                        |
| Juliana Gaviria (COL) |        |                               |

| Namn                     | Tid    | Genomsnitts- hastighet (km/h) |
| ------------------------ | ------ | ----------------------------- |
| Simona Krupeckaitė (LTU) | 11.528 | 62.456                        |
| Willy Kanis (NED)        |        |                               |

### Första omgångens uppsamlingslopp
| Namn                     | Tid    | Genomsnitts- hastighet (km/h) |
| ------------------------ | ------ | ----------------------------- |
| Natasha Hansen (NZL)     | 11.882 | 60.595                        |
| Juliana Gaviria (COL)    |        |                               |
| Ekaterina Gnidenko (RUS) |        |                               |

| Namn                   | Tid    | Genomsnitts- hastighet (km/h) |
| ---------------------- | ------ | ----------------------------- |
| Monique Sullivan (CAN) | 11.572 | 62.219                        |
| Lee Hye-Jin (KOR)      |        |                               |
| Kayono Maeda (JPN)     |        |                               |

| Namn                  | Tid    | Genomsnitts- hastighet (km/h) |
| --------------------- | ------ | ----------------------------- |
| Willy Kanis (NED)     | 11.643 | 61.839                        |
| Virginie Cueff (FRA)  |        |                               |
| Daniela Larreal (VEN) |        |                               |

### Andra omgången
| Namn                     | Tid    | Genomsnitts- hastighet (km/h) |
| ------------------------ | ------ | ----------------------------- |
| Victoria Pendleton (GBR) | 11.840 | 60.810                        |
| Willy Kanis (NED)        |        |                               |

| Namn                 | Tid    | Genomsnitts- hastighet (km/h) |
| -------------------- | ------ | ----------------------------- |
| Guo Shuang (CHN)     | 11.431 | 62.986                        |
| Natasha Hansen (NZL) |        |                               |

| Namn                     | Tid    | Genomsnitts- hastighet (km/h) |
| ------------------------ | ------ | ----------------------------- |
| Olga Panarina (BLR)      |        |                               |
| Simona Krupeckaitė (LTU) | 11.486 | 62.685                        |

| Namn                   | Tid    | Genomsnitts- hastighet (km/h) |
| ---------------------- | ------ | ----------------------------- |
| Anna Meares (AUS)      | 11.566 | 62.251                        |
| Monique Sullivan (CAN) |        |                               |

| Namn                 | Tid    | Genomsnitts- hastighet (km/h) |
| -------------------- | ------ | ----------------------------- |
| Kristina Vogel (GER) | 11.547 | 62.353                        |
| Ljubov Sjulika (UKR) |        |                               |

| Namn                  | Tid    | Genomsnitts- hastighet (km/h) |
| --------------------- | ------ | ----------------------------- |
| Lisandra Guerra (CUB) | 11.485 | 62.690                        |
| Lee Wai Sze (HKG)     |        |                               |

### Andra omgångens uppsamlingslopp
| Namn                 | Tid    | Genomsnitts- hastighet (km/h) |
| -------------------- | ------ | ----------------------------- |
| Willy Kanis (NED)    |        |                               |
| Ljubov Sjulika (UKR) | 11.461 | 62.821                        |
| Lee Wai Sze (HKG)    |        |                               |

| Namn                   | Tid    | Genomsnitts- hastighet (km/h) |
| ---------------------- | ------ | ----------------------------- |
| Monique Sullivan (CAN) |        |                               |
| Natasha Hansen (NZL)   |        |                               |
| Olga Panarina (BLR)    | 11.443 | 62.920                        |

### Placeringar 9-12:e plats
| Namn                   | Tid    | Genomsnitts- hastighet (km/h) | Placering |
| ---------------------- | ------ | ----------------------------- | --------- |
| Willy Kanis (NED)      | 11.852 | 60.749                        | 9         |
| Lee Wai Sze (HKG)      |        |                               | 10        |
| Monique Sullivan (CAN) |        |                               | 11        |
| Natasha Hansen (NZL)   |        |                               | 12        |

### Kvartsfinaler
| Namn                     | Tid (Lopp 1) | Tid (Lopp 2) |
| ------------------------ | ------------ | ------------ |
| Victoria Pendleton (GBR) | 11.226       | 11.339       |
| Olga Panarina (BLR)      |              |              |

| Namn                  | Tid (Lopp 1) | Tid (Lopp 2) | Tid (Lopp 3) |
| --------------------- | ------------ | ------------ | ------------ |
| Guo Shuang (CHN)      |              | 11.283       | 11.337       |
| Lisandra Guerra (CUB) | 11.536       |              |              |

| Namn                 | Tid (Lopp 1) | Tid (Lopp 2) |
| -------------------- | ------------ | ------------ |
| Anna Meares (AUS)    | 11.465       | 11.573       |
| Ljubov Sjulika (UKR) |              |              |

| Namn                     | Tid (Lopp 1) | Tid (Lopp 2) |
| ------------------------ | ------------ | ------------ |
| Kristina Vogel (GER)     | 11.541       | 11.568       |
| Simona Krupeckaitė (LTU) |              |              |

### Placeringslopp 5-8:e plats
| Namn                     | Tid    | Genomsnitts- hastighet (km/h) | Placering |
| ------------------------ | ------ | ----------------------------- | --------- |
| Simona Krupeckaitė (LTU) | 11.812 | 60.954                        | 5         |
| Lisandra Guerra (CUB)    |        |                               | 6         |
| Ljubov Sjulika (UKR)     |        |                               | 7         |
| Olga Panarina (BLR)      |        |                               | 8         |

### Semifinaler
| Namn                     | Tid (Lopp 1) | Tid (Lopp 2) |
| ------------------------ | ------------ | ------------ |
| Victoria Pendleton (GBR) | 11.481       | 11.538       |
| Kristina Vogel (GER)     |              |              |

| Namn              | Tid (Lopp 1) | Tid (Lopp 2) |
| ----------------- | ------------ | ------------ |
| Anna Meares (AUS) | 11.683       | 11.284       |
| Guo Shuang (CHN)  |              |              |

### Finaler
Bronsmatch
| Namn                 | Tid (Lopp 1) | Tid (Lopp 2) | Placering |
| -------------------- | ------------ | ------------ | --------- |
| Kristina Vogel (GER) |              |              | 4         |
| Guo Shuang (CHN)     | 11.532       | 11.591       | 3         |

Final
| Namn                     | Tid (Lopp 1) | Tid (Lopp 2) | Placering |
| ------------------------ | ------------ | ------------ | --------- |
| Victoria Pendleton (GBR) | REL          |              | 2         |
| Anna Meares (AUS)        | 11.218       | 11.348       | 1         |